# Евгащинский район
Евга́щинский район — административно-территориальная единица Тарского округа Сибирского края РСФСР, Омской области существовавшая в 1925-1929 годах и 1937-1953 годах.
Районный центр — село Евгащино.

## История
Район был образован Постановлением ВЦИК от 25 мая 1925 года путём преобразования Евгащинской укрупнённой волости Тарского уезда Омской губернии. Евгащинский район входит в Тарский округ Сибирского края.
В 1925 году из Илья-Каргинского сельского совета были выделены Ботвинский, Михайловский. Илья-Каргинский сельский совет переименован в Преображенский с переносом центра из села Илья-Карга в село Преображенка. Из Евгащинского сельского совета были выделены Красноярский, Танатовский. Из Кореневского сельского совета выделены Заливинский, Черняевский. Из Уленкульского сельского совета выделены Кошкульский, Куйгалинский. Из Логиновского сельского совета выделены Старо-Логиновский, Ново-Логиновский, Шуевский. Из Коршуновского сельского совета был выделен Надеждинский.
В 1926 году центрами сельских советов Евгащинского района были: д. Ботвино, с. Евгащино, д. Заливина, д. Инцисс, д. Корнева, д. Коршунова, д. Кошкуль, д. Красный Яр, д. Куйгалы, д. Михайловка, д. Мясникова, д. Надеждина, с. Ново-Логиново, д. Преображенка, д. Старо-Логиново, д. Танатово, д. Уленкуль, д. Черняево, д. Шуева, с. Яланкуль. В районе насчитывалось 68 населённых пунктов, 20 сельских советов, 4009 хозяйств. Проживало 18954 человека.
В 1929 году Евгащинский район был упразднён. Территория района вошла в Большереченский, Муромцевский, Тарский районы.
В 1937 году восстановлен Евгащинский район из частей Большереченского, Колосовского, Муромцевского, Тарского районов.
2 сентября 1937 года Евгащинский район переименован в Ежовский, в честь государственного деятеля Народного Комиссара Внутренних Дел Н. И. Ежова, который устроил массовые казни местных жителей в 1937—1938 годах в период так называемой «Ежовщины».
На 1 января 1938 года насчитывалось 14 сельских советов. Расстояние до центра округа 230 километров.
2 сентября 1939 года, после ареста Ежова, Ежовский район был переименован в Дзержинский, в честь польского дворянина и советского государственного деятеля Ф. Э. Дзержинского.
В 1940 году центр Евгащинского сельского совета перенесён в село Мешково. Петровский I сельский совет переименован в Кировский, центр сельского совета перенесён из села Петровка 1 в село Алексеевка.
На 1 января 1941 года расстояние до центра области равнялось 313 километрам. Ближайшая пристань находилась в селе Евгащино на реке Иртыш. Территория района 2400 квадратных километра. Насчитывалось 14 сельских советов.
В 1941 году центр Евгащинского сельского совета возвращён в село Евгащино.
На 1 января 1947 года в районе насчитывалось 14 сельских советов. Площадь района составляла 2400 квадратных километров.
В 1953 году район был окончательно ликвидирован. Территория вошла в Большереченский, Муромцевский, Тарский районы.

## Административно-территориальное деление
- Ботвинский сельский совет (село Ботвино)
- Евгащинский сельский совет (село Евгащино)
- Инцисский сельский совет (село Инцисс)
- Кировский сельский совет (село Алексеевка)
- Кошкульский сельский совет (село Кошкуль)
- Коршуновский сельский совет (село Коршуново)
- Кубринский сельский совет (село Кубрино)
- Новологиновский сельский совет (село Новологиново)
- Петровский сельский совет (село Петровка)
- Пореченский сельский совет (село Поречье)
- Такмыкский сельский совет (село Такмык)
- Танатовский сельский совет (село Танатово)
- Уленкульский сельский совет (село Уленкуль)
- Усть-Тарский сельский совет (село Усть-Тара)

## Население
По переписи население 1926 года в районе проживало 19209 человек в сельской местности (9307 м — 9902 м). Крупные национальности: русские, украинцы, белорусы, татары, бухарцы, ижоры, тептяри, киргизы.
Крупнейшие населённые пункты:
- село Евгащино — 1303 чел.;
- деревня Заливина — 848 чел.;
- деревня Решетниково — 668 чел.;
- деревня Танатово — 662 чел.;
- село Ново-Логиново — 652 чел.;
- деревня Шуева — 626 чел.;
- деревня Черняево — 569 чел.;
- деревня Мешкова — 560 чел.;
- деревня Терехова — 549 чел.;
- деревня Михайловка — 526 чел.